# Enrique Vila-Matas
Enrique Vila-Matas, španski pisatelj, * 31. marec 1948, Barcelona, Španija.
Izdal je več kot trideset del. Piše eseje, romane in druge vrste pripovedi. Prejel je več nagrad in njegova dela so prevedena v 27 jezikov.

## Biografija
Enrique Vila-Matas se je rodil v Barceloni, kjer se je tudi šolal. Kasneje je študiral pravo in novinarstvo. Leta 1968 je začel delati kot urednik filmske revije Fotogramas. Leta 1970 je tudi sam režiral dva kratka filma (Todos los jóvenes tristes in Fin de verano), poleg tega pa je  tudi igral v nekaterih katalonskih filmih, ki pa jih je v času frankizma cenzura prepovedala. Leta 1971 je med služenjem vojaškega roka napisal prvo knjigo Mujer en el espejo contemplando el paisaje (En lugar solitario). Po vrnitvi v Barcelono je delal kot filmski kritik za revijo Bocaccio. Od leta 1974 je dve leti preživel v Parizu. Tam je napisal svoj drugi roman La asesina ilustrada. Leta 1980 napiše tretji roman Al sur de los párpados, nato dve leti pozneje zbirko kratkih godbami Nunca voy al cine. Nato se spet vrne k romanu in leta 1984 napiše besedilo Impostura. Njegovo delo sestavljajo eseji, kratke zgodbe in romani različnih žanrov, v katerih se ironija, izvirne domislice in refleksija združijo v dele pripovedi, ki skupaj tvorijo celoto. V slovenščino sta prevedeni dve njegovi deli, in sicer Dublineska (Prevod: Veronika Rot, COBISS.SI-ID - 290261760) in Bartleby &amp; Co. (Prevod: Vesna Velkovrh Bukilica;COBISS.SI-ID - 227321856).

## Dela
- Mujer en el espejo contemplando el paisaje (1973)
- La asesina ilustrada (1977)
- Al sur de los párpados (1980)
- Nunca voy al cine (1982)
- Impostura  (1984)
- Una casa para siempre (1988)
- Suicidios ejemplares (1991)
- Hijos sin hijos (1993)
- Recuerdos inventados (1994)
- Lejos de Veracruz (1995)
- Extraña forma de vida (1997)
- El viaje vertical (1999)
- Bartleby y compañía (2000) (Bartelby &amp; Co. Prevod: Vesna Velkovrh Bukilica; COBISS.SI-ID - 227321856)
- El mal de Montano (2002)
- París no se acaba nunca (2003)
- Doctor Pasavento (2005)
- Exploradores del abismo
- Dietario voluble
- Dublinesca  (2010) (Dublineska, prevod: Veronika Rot, COBISS.SI-ID - 290261760)
- Perder teorías (2010)
- En un lugar solitario (2011)
- Chet Baker piensa en su arte (2011)
- Aire de Dylan (2012)
- Kassel no invita a la lógica (2014)
- El día señalado (2015)
- Marienbad electrique (2015)
- Mac y su contratiempo (2017)

### Eseji
- El viajero más lento (1992)
- El traje de los domingos  (1995)
- Para acabar con los números redondos (1997)
- Desde la ciudad nerviosa (2000)
- Extrañas notas de laboratorio (2003)
- Aunque no entendamos nada (2003)
- El viento ligero en Parma (2004)
- Ella era Hemingway / No soy Auster (2008)
- Y Pasavento ya no estaba (2008)
- Una vida absolutamente maravillosa (2011)
- Fuera de aquí. Conversaciones con André Gabastou (2013)